# Oecetis furva
Oecetis furva is een schietmot uit de familie Leptoceridae. De soort komt voor in het Palearctisch gebied.